# 2lade
2lade (Eigenschreibweise 2LADE) ist ein deutscher Rapper.

## Leben und Karriere
2lade, ausgesprochen Blade, wuchs in Hamburg auf und lebt mittlerweile in der Region Köln/Bonn. Sein Künstlername ist inspiriert von dem Comichelden Blade. Auch sein Look orientierte sich anfangs an ihm und seine Texte und Videos spielten immer wieder auf ihn an, so etwa im Track mit dem Titel Daywalker, einer Bezeichnung für den Helden. Dafür entschied er sich aufgrund der Mystik, dem Einzelgängertum, der Hautfarbe und der Schlagfertigkeit der Figur. Mitte 2022 fing er jedoch an, teilweise Abstand von dieser Ästhetik zu nehmen.
Im Jahr 2019 veröffentlichte er mit Allrounder seine erste Single. Nach einiger Zeit wurde der Rapper Xatar auf ihn aufmerksam und machte ihn zum Featuregast auf seinem Album Hrrr. 2022 erschien sein Debütalbum Mann mit der Brille, benannt nach einem seiner Markenzeichen, der Sonnenbrille.

## Musikstil
Die minimalistischen, basslastigen Instrumentals seiner Tracks bewegen sich zwischen Drill und Grime. Prägnant ist außerdem die tiefe Stimme des Rappers. Trotz des ernst anmutenden Klangbildes haben die Songs oft humorvolle Texte. Das so entstehende Gesamtwerk wurde von Puls Musik als einzigartig bezeichnet.

## Diskografie
Studioalben
- 2022: Mann mit der Brille
- 2023: Go Time

EPs
- 2022: Mann mit der Brille Prelude

Singles
- 2019: Allrounder
- 2020: Dawgs Freestyle
- 2020: Superman
- 2020: Run
- 2020: Apartment A (mit Baba Blanca, MaazaKayo, Maxomatic & Raresy)
- 2020: Gorilla Flow (mit Cgoon)
- 2020: Follow Me (mit Xatar)
- 2020: Boxen laut
- 2021: Wer
- 2022: Breddaz
- 2022: Blood Rave (mit Drunken Masters)
- 2023: Stamina (mit Slimka)
- 2023: Ohrwurm
- 2023: Drei2Eins
- 2023: Wow
- 2023: Obama Freestyle
- 2023: 125er
- 2023: Mehr
- 2023: Me Against The World